# Кеннінґтон (копальня)
Кеннінґтон — поліметалічне родовище і копальня в Австралії. Копальня стала до ладу в жовтні 1997 року.

## Характеристика
У кінці 2000 р. підтверджені запаси родовища становили 30 млн т руди із вмістом срібла 520 г/т, свинцю — 11.5%, цинку — 4.4%. Підтверджені запаси срібла — 15600 т. За перший рік розробки родовища на руднику було видобуто 168 т срібла, у 1998 — 358.2 т, 1999 — 815 т, 2000 — 1009 т срібла, що вивело рудник Кеннінгтон за цим показником на 1-е місце у світі.

## Технологія розробки
Річна продуктивність рудника — 1.5 млн т руди. Плановий термін розробки родовища — 20 років.
При збагаченні вилучають 85% свинцю і 80% срібла в свинцевий концентрат і 75% цинку в цинковий концентрат. Вміст срібла в свинцевому концентраті становить 3.5 кг/т, в цинковому — 500 г/т. Срібло відокремлюють при афінажі свинцю і цинку, після металургійного переділу концентратів. Цинковий концентрат можуть постачати на плавильний завод у Таунсвіллі.
Власник копальні — компанія BHP. 